# Nervus auricularis magnus
Nervus auricularis magnus er en nerve i nakken og på siden af hovedet på mennesker. Den har udspring sammen med nervus transversus colli fra spinalnerverne i plexus cervicalis, og forløber ligesom transversus colli henover musculus sternocleidomastoideus, men derefter lodret opad imod øret, for næsten at løbe parallelt med vena jugularis externa. Den deler sig omkring dannelsen af denne vene til en posterior og en anterior gren, som forsynerer hver deres del af huden på regio parotideomasseterica.